# Vladimir Koev
Vladimir Koev (31 augustus 1979) is een Bulgaars wielrenner die als beroepsrenner actief was.

## Doping
In juni 2006 testte Koev positief op stanozolol. Hierdoor was hij geschorst tussen juli 2006 en juli 2008. Enkele jaren later, in 2010 testte Koev wederom positief. Ditmaal ging het om heptaminol. Deze keer werd hij voor acht jaar geschorst. Al zijn resultaten tussen juni 2010 en 2012 werden ongeldig verklaard. 

## Belangrijkste resultaten
2001
2e Bulgaars kampioenschap op de weg
2004
Eindklassement Ronde van Roemenië
2005
1e etappe Ronde van Macedonië
2006
5e etappe Ronde van Griekenland
2e in eindklassement Ronde van Griekenland
3e Bulgaars kampioenschap op de weg
2009
3e etappe Ronde van Szeklerland
2e in Ronde van Roemenië
2e Bulgaars kampioenschap op de weg
2e in Ronde van Bulgarije
2010
Bulgaars kampioenschap op de weg
Eindklassement Ronde van Roemenië
2e GP Kranj
2011
4e etappe Ronde van Roemenië
Sibiu Cycling Tour
2e Bulgaars kampioenschap op de weg
Ahmed Metin · Balinski · Denev · Djankov · Gerganov · Jovtsjev · Koev · Mintsjev Jordanov · Petrov · Sjoemanov · Tsjanliev Kirilov · Zampilli
Atalay · Balinski · Dazkirli · Gerganov · Kal · Karagöbek · Koev · Ozcan · Petrov · Petrov · Sayar · Sert · Tsjanliev Kirilov · Türkçetin · Zanichelli · Zaraliev